# Saison 1987-1988 du MO Constantine
Chronologie
Saison précédente Saison suivante
La saison 1987-1988 du MO Constantine

## Championnat régional est 1987-1988 crée la page 1985-1986 du moc voir l'article du championnat du d2 est (résultats complets)
- le moc est champion
- el groud rachid (moc) et laib salim (csc)meilleurs buteurs du championnat suivis de saidani (ascbba) avec 15 buts. Les deux premiers avec 20 buts
- source ; archives personnel de m'hammed
- el hadef du dimanche  10 juillet  1988 (bilan de l 'est  -4 pages centrales
- mise a jour le dimanche  26 mars  2017 a 13 h 30

### Groupe Est
| Rang | Équipe                 | Pts | J  | G  | N  | P  | Bp | Bc | Diff |
| ---- | ---------------------- | --- | -- | -- | -- | -- | -- | -- | ---- |
| 1    | MO Constantine         | 53  | 34 | 22 | 9  | 3  | 54 | 10 | +44  |
| 2    | MSP Batna              | 51  | 34 | 21 | 9  | 4  | 59 | 16 | +43  |
| 3    | CS Constantine R       | 45  | 34 | 17 | 11 | 6  | 48 | 21 | +27  |
| 4    | IRB El Hadjar          | 40  | 34 | 16 | 8  | 10 | 34 | 27 | +7   |
| 5    | ESM Guelma R           | 39  | 34 | 15 | 9  | 10 | 38 | 20 | +18  |
| 6    | CA Batna               | 37  | 34 | 15 | 7  | 12 | 44 | 31 | +13  |
| 7    | NRB Khroub             | 37  | 34 | 13 | 11 | 10 | 37 | 34 | +3   |
| 8    | ASC Bordj Bou-Arréridj | 35  | 34 | 12 | 11 | 11 | 40 | 38 | +2   |
| 9    | HB Chelgoum Laïd       | 33  | 34 | 11 | 11 | 12 | 25 | 37 | -12  |
| 10   | CRE Constantine        | 32  | 34 | 10 | 12 | 12 | 38 | 41 | -3   |
| 11   | HAMRA Annaba           | 31  | 34 | 11 | 9  | 14 | 26 | 37 | -11  |
| 12   | JSM Tébessa            | 30  | 34 | 12 | 6  | 16 | 39 | 39 | 0    |
| 13   | USM Khenchela          | 29  | 34 | 9  | 11 | 14 | 32 | 45 | -13  |
| 14   | IRB Khenchela          | 29  | 34 | 9  | 11 | 14 | 30 | 36 | -6   |
| 15   | IRB Sétif              | 29  | 34 | 11 | 7  | 16 | 34 | 43 | -9   |
| 16   | WR M'Sila              | 25  | 34 | 7  | 11 | 16 | 17 | 47 | -30  |
| 17   | SR Annaba              | 20  | 34 | 6  | 8  | 20 | 24 | 50 | -26  |
| 18   | CRB Sidi Aich          | 17  | 34 | 3  | 11 | 20 | 15 | 62 | -47  |

Promotions
- Promotion en Division 1 1989-1990
- Relégation en Régional 1989-1990

R : Relégué de Division 1 1986-1987

### Coupe d'Algérie

#### Rencontres
| Date            | Tour                       | Adversaire  | Stade (ville)        | Résultat | Buteurs pour l'MOC |
| 29 janvier 1988 | Trente-deuxièmes de finale | JSM Tébessa | Oum El Bouaghi       | 1-0      | -                  |
| 18 avril 1988   | Seizièmes de finale        | USM Alger   | Stade du 19-Mai-1956 | 0-1      | -                  |